# Zulu (The Creatures)
Zulu è il primo album live del duo inglese voce-batteria The Creatures, pubblicato il 6 luglio 1999.

## Il disco
È stato registrato durante il concerto all'University of London Union di Londra del 12 settembre 1998 e distribuito ai soli membri del fan club ufficiale del gruppo nel luglio 1999.
Nella scaletta del concerto compaiono anche pezzi di Siouxsie and the Banshees come Tattoo, B Side Ourselves e The Passenger e una cover di Frank Sinatra, Witchcraft. Il concerto venne anche filmato per una possibile uscita in DVD, ma la band non fu soddisfatta del risultato.

## Tracce
1. Turn It On - 5:04
2. Take Mine - 3:54
3. Tattoo - 3:34
4. Pluto Drive - 5:16
5. Miss the Girl - 3:19
6. Guillotine - 4:50
7. I Was Me (3:46)
8. B Side Ourselves - 4:16
9. Exterminating Angel (6:10)
10. The Vamp/Witchcraft/Standing There - 8:47
11. Killing Time - 3:53
12. Right Now - 4:32
13. The Passenger - 4:50

## Formazione
- Siouxsie Sioux - voce, percussioni
- Budgie - batteria, chitarra, taiko

### Altri musicisti
- Mark Deffenbaugh - basso, chitarra, bordone, B Vox
- Susan Stenger - basso, bordone, B Vox
- Terry Edwards - sassofono
- Dave Woodhead - tromba
- Mike Kearsey - trombone